# 刑事バレリーノ
『刑事バレリーノ』（けいじバレリーノ）とは、2016年1月9日に、日本テレビ系列で放送された単発スペシャルのテレビドラマである。放送時間は土曜21:00 - 22:54（JST）。
自分を白鳥の生まれ変わりと信じて疑わない、元バレエダンサーの新人刑事の活躍を描くものである。一見コメディ的な設定だが、ドラマの内容は、前世療法・児童失踪・人体実験がテーマとなった、シリアスなものになっている。
中島裕翔は日本テレビ系ドラマで初の単独主演であり、松井玲奈はSKE48卒業後、初のドラマ出演である。

## あらすじ
8年前、バレエダンサーを目指して挫折した少年は、ある火災現場に遭遇した際、民家からまるで“白鳥”のように空を飛び、逃げ遅れてしまった子どもを救い出す警察官を目撃したことで刑事を目指し、念願がかなった。成長した少年の名は臼島くるみ。東雲北署刑事課に配属され、先輩の鷲尾鷹男とバディを組むことになった。
着任早々、同じ大学病院の心臓外科医が公衆の面前で刺殺される事件が、立て続けに2件も発生。2件とも犯人は逮捕されたが、それぞれの事件で、犯人と被害者とは何の接点も無かった。しかも犯人は2人とも、無意識下での犯行前に「おもちゃ買ってくれないの?」とつぶやいていた。くるみと鷲尾はつぶやきの謎を追い、40年前の児童失踪事件に突き当たる。

## キャスト
臼島くるみ
演 - 中島裕翔（幼少期：細田誉翔）
東雲北署刑事課の新人刑事。幼少期に遭遇した白鳥を見て以来、自分を白鳥の生まれ変わりと信じて疑わない男。幼少期から母親からバレエの英才教育を受けており、成長とともにバレエからは離れてしまったが、普段の所作でバレエの動きが出る。
鷲尾鷹男
演 - 髙嶋政宏（幼少期：関仁平）
東雲北署刑事課所属。くるみの教育係となった先輩やさぐれ刑事。腰痛もち。スマホでの美少女育成ゲームにハマっている。
鬼山紋二郎
演 - カンニング竹山
東雲北署刑事課刑事。
小曽根大輝
演 - 杉本哲太
東雲北署刑事課課長。深平に首ったけで、彼女の心療内科に通う傍ら彼女に高級バッグなどを貢いでいる。
羽賀翔
演 - 長谷川純
東雲北署刑事課刑事。
深平あずさ
演 - 永作博美
小曽根のかかりつけのセラピスト。小曽根などの男性患者に高級ブランドのバックなどを貢がせている。
古森杏子
演 - 松井玲奈
女子大生で片桐大二郎の殺人現場での目撃者。
大崎守
演 - 大和田伸也
帝都大学病院院長。
金城文彦
演 - 綾田俊樹
帝都大学病院心臓外科医。第2の被害者。
片桐大二郎
演 - 内田紳一郎
帝都大学病院心臓外科医。第1の被害者。
臼島月子
演 - 映美くらら
くるみの母。
小高和恵
演 - 多岐川裕美（10年前：多岐川華子）
看護師。
夫人
演 - デヴィ・スカルノ
尾澤篤史
演 - 武田航平
片桐大二郎の殺人の容疑者。
マカロワ
演 - アーニャ
金城文彦の殺人の容疑者。
布来唐人
演 - 渡辺哲
ダジャレ好きの中華料理屋の店主。
テレビ番組「スッカリ！」のリポーター
演 - 阿部祐二
テレビニュースのアナウンサー
演 - 藤井恒久
「世界医学テクノロジー賞」授賞式司会
演 - 小倉淳
「ザ・世界衝撃ニュース」のナレーター
演 - 槇大輔
奥菜勝雄・みどり
演 - 庵原匠悟、平手彩羽
40年前失踪した兄妹。
戸波典華
演 - 平澤宏々路
40年前失踪した子ども。
その他
福山翔大、小川慧、阿部翔平、石井智也、今井靖彦、日野出清、竹匠、竹井洋介、光宣、中津川朋広、高田幸弥、奥田洋平、堀夏子、杉浦大介、石松太一、三洲悠暉、佐藤幾優、根本江理、宮部純子、佐野功、亀山浩史、中本章太、今野后梨、米田やすみ、篠田涼也 ほか

## スタッフ
- 監督：堤幸彦
- 脚本：金子茂樹
- 音楽：柳浦遊、yuma yamaguchi、佐藤研二
- サウンドデザイン：石井和之
- バレエ指導：辻本知彦
- バレエ吹き替え：望月寛斗
- アクション監督：青木哲也
- カースタント：スーパードライバーズ
- 警察監修：古谷謙一
- 医療指導：依田茂樹
- 操演：スプリーム・エフェクト
- VFX・CG：Spade&Co.（スペード・アンド・カンパニー）
- 技術協力：NiTRo、池田屋、タムコ
- 照明協力：阿呍
- 制作協力：オフィスクレッシェンド
- チーフプロデューサー：神蔵克
- プロデューサー：櫨山裕子、秋元孝之
- 製作著作：日本テレビ